# Manuela do Monte
Manuela Fialho do Monte (Santa Maria, 7 de dezembro de 1984) é uma atriz brasileira. Ficou conhecida por sua personagem, Luísa Viana na décima temporada da novela teen Malhação, em 2003. Atuou em Páginas da Vida (2006) e outros projetos, até ficar conhecida no remake de Chiquititas (2013). No cinema fez participação no filme Manhã Transfigurada de 2002.

## Carreira

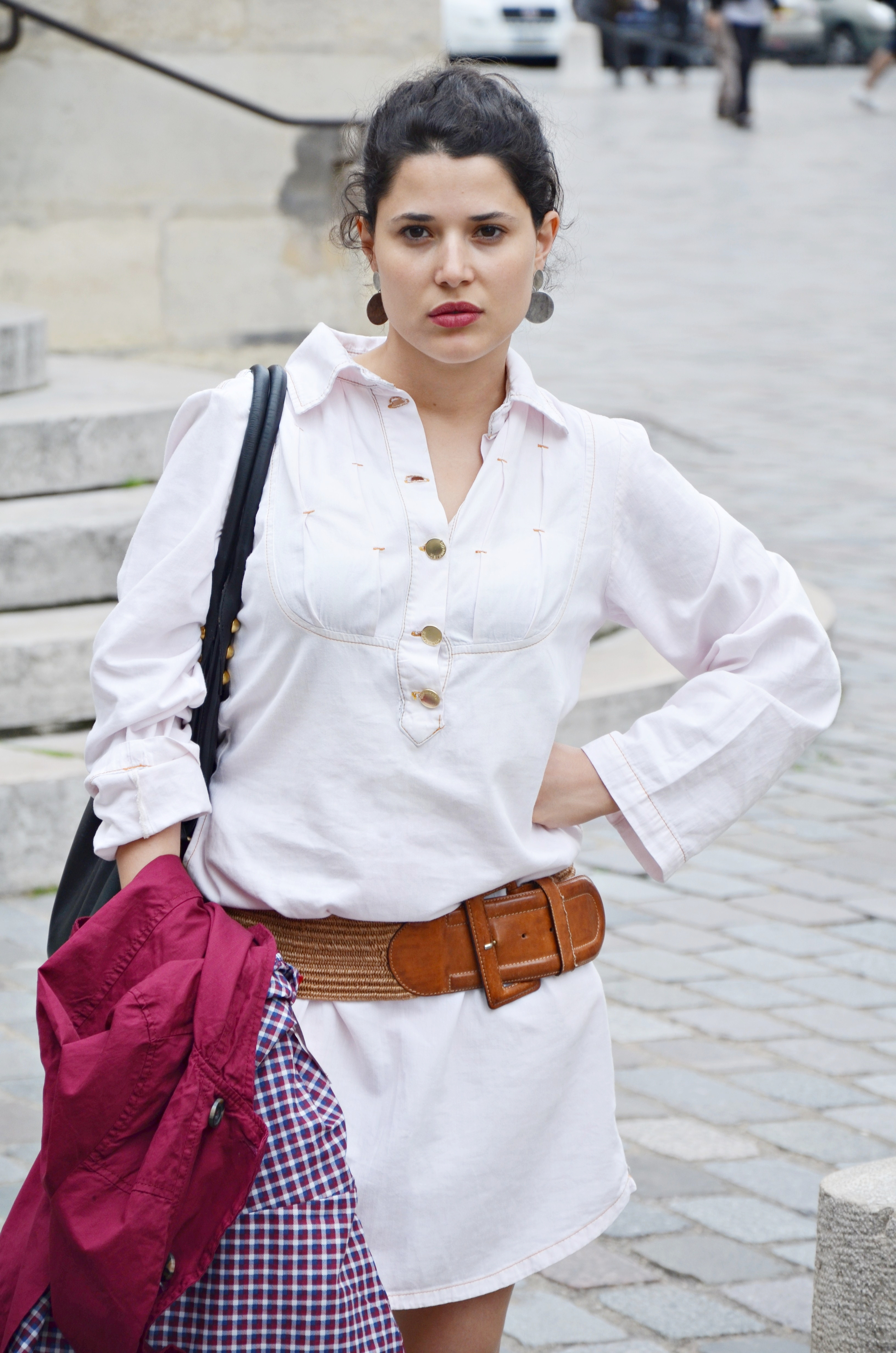
Manuela em 2011.

Manuela do Monte fazia teatro quando foi chamada para um teste do filme Manhã Transfigurada. Passou e interpretou, no longa-metragem, a personagem Camila. Todo rodado em sua terra natal, Santa Maria - RS, em 2002, somente em 2008 o filme estreou nos cinemas. Algum tempo depois, sua foto foi parar nas mãos do diretor Jayme Monjardim, que preparava a minissérie A Casa das Sete Mulheres. Monjardim, encantado com a beleza de Manuela, queria saber o paradeiro da moça, desconhecido por ele. Por obra do destino, Manuela, a moça da foto, era uma das atrizes que fez o teste para a minissérie. Manuela do Monte estreou na Rede Globo em 2003, em A Casa das Sete Mulheres, interpretando a personagem Joana, filha bastarda do coronel Onofre Pires (José de Abreu), que fora enviada para um convento ainda criança. Manuela considera Joana sua melhor personagem.
Depois de A Casa das Sete Mulheres, Manuela fez o teste para ser protagonista da nova fase de Malhação. Disputou o papel com Juliana Didone (que seria a protagonista da temporada seguinte) e viveu a mocinha da temporada 2003 da novela. Manuela deu vida a Luísa, estudante apaixonada por fotografia que se encanta por Victor (Sérgio Marone) e o disputa com sua prima Carla (Nathália Rodrigues). Assim como em A Casa das Sete Mulheres, seu pai também foi interpretado por José de Abreu. Após Malhação, Manuela do Monte se aperfeiçoou fazendo cursos de interpretação nas escolas Cal (Casa de Arte das Laranjeiras) e Tablado e, meses depois, interpretou Branca das Neves na novela Começar de Novo, de 2004. Branca era uma mistura de Gata Borralheira com Branca de Neve e era herdeira de uma fortuna, fato sabido apenas por sua maquiavélica patroa Lucrécia Borges (Eva Wilma).
Manuela do Monte ficou um tempo afastada da TV depois do fim de Começar de Novo. Durante esse tempo, fez a peça Aluga-se um Namorado, com Eri Johnson. Até que ela reapareceu em 2006, nos dois primeiros capítulos da minissérie JK, como Amália Brant, a primeira namorada de Juscelino Kubitschek (Wagner Moura / José Wilker). Manuela atuou também em Páginas da Vida, a primeira telenovela das oito da atriz gaúcha, como a personagem Nina, neta de Tide (Tarcísio Meira) e filha de Márcia (Helena Ranaldi). No dia 8 de abril de 2007, participaria da encenação da  Paixão de Cristo, junto ao Grupo Escalet de teatro na cidade de Floriano, no Piauí, interpretando Maria. Porém, devido à pane dos controladores aéreos, não pode estar presente. Em 5 de fevereiro de 2009 participou do lançamento oficial da Paixão de Cristo, na cidade de Teresina, pois em 11 de abril daquele ano teve a presença novamente confirmada na encenação, agora com a personagem Salomé.
Em agosto de 2009, coube à atriz dar a vida a Tonha no remake de Paraíso. Já no ano de 2010, interpretou a personagem Luciana na novela das dezoito horas Escrito nas Estrelas. Em 2011 fez uma participação especial em Insensato Coração como Cintía, e em 2012 fez uma participação em A Vida da Gente como uma repórter que faz uma entrevista como a Ana e Sofia. Em 2012, após meses de rumores, Manuela foi confirmada como protagonista da nova adaptação da novela argentina infanto-juvenil Chiquititas. Após alguns testes, a atriz ganhou o papel principal de Carol, a doce diretora do orfanato Raio de Luz, na qual os internos da casa encontram a mãe e o pai que não tiveram. A personagem foi vivida anteriormente por Flávia Monteiro em Chiquititas Brasil, e por Romina Yan no original argentino.
Em 2017, a atriz participou da novela Apocalipse somente na 1º fase, onde interpretou a vilã Débora Koheg, uma judia ortodoxa que não ligava para as leis de seu povo. A sua personagem estava destinada a ser a genitora do Anticristo. 
Em 2018, atua na novela Jesus, onde interpreta a humilhada adúltera Laila, uma mulher sofrida que sofre com o desprezo do marido, mas passa a ser julgada e rejeitada por todos.

## Filmografia

### Televisão
| Ano     | Título                   | Personagem                       | Notas                                    |
| ------- | ------------------------ | -------------------------------- | ---------------------------------------- |
| 2003    | A Casa das Sete Mulheres | Joana                            |                                          |
| 2003–04 | Malhação                 | Luísa Linhares Viana             |                                          |
| 2004    | Começar de Novo          | Branca das Neves                 |                                          |
| 2005    | A Diarista               | Daniela                          | Episódio: "Quem Vai Ficar com Marinete?" |
| 2006    | JK                       | Amália Brant                     |                                          |
| 2006    | Páginas da Vida          | Nina Martins de Andrade Pinheiro |                                          |
| 2009    | Paraíso                  | Antônia Figueira (Tonha)         |                                          |
| 2010    | Escrito nas Estrelas     | Luciana de Almeida               |                                          |
| 2011    | Insensato Coração        | Cíntia                           | Episódios: "7–9 de abril"                |
| 2013–15 | Chiquititas              | Carolina Corrêa da Silva (Carol) |                                          |
| 2017    | Apocalipse               | Débora Koheg (jovem)             |                                          |
| 2018    | Jesus                    | Laila Bah                        |                                          |
| 2019–21 | Amor sem Igual           | Fabiana Braga Motta              |                                          |
| 2022    | Todas as Garotas em Mim  | Carla Buarque                    |                                          |
| 2023    | Reis                     | Hagite                           |                                          |

### Cinema
| Ano  | Título              | Personagem |
| ---- | ------------------- | ---------- |
| 2002 | Manhã Transfigurada | Camila     |
| 2012 | Estado de Exceção   | Maria      |

## Teatro
| Ano  | Título                   | Personagem |
| ---- | ------------------------ | ---------- |
| 2009 | A Paixão de Cristo       | Salomé     |
| 2016 | O Aniversário da Infanta | Infanta    |